# Айхталь
Айхталь (нем. Aichtal) — город в Германии, в земле Баден-Вюртемберг.
Подчинён административному округу Штутгарт. Входит в состав района Эслинген.  Население составляет 9642 человека (на 31 декабря 2010 года). Занимает площадь 23,64 км². Официальный код  —  08 1 16 081.
Город подразделяется на 3 городских района.